# إيفور ألتشورتش
ايفور التشورتش (بالإنجليزية: Ivor Allchurch)‏ (مواليد 16 أكتوبر 1929) هو لاعب كرة قدم. يلعب مع منتخب ويلز لكرة القدم. سبق له أن لعب في كأس العالم لكرة القدم مع منتخب بلاده.

## روابط خارجية
- إيفور ألتشورتش على موقع الاتحاد الدولي (مؤرشف)  (الإنجليزية)
- إيفور ألتشورتش على موقع قاعدة بيانات كرة القدم.إي يو (الإنجليزية)
- إيفور ألتشورتش على موقع ناشيونال فوتبول تيمز (الإنجليزية)